# Sarah Paulson
Sarah Catharine Paulson (Tampa, 17 de dezembro de 1974) é uma atriz norte-americana, mais conhecida pela participação em diversas séries de televisão, como Studio 60 on the Sunset Strip, pela qual foi indicada para o Globo de Ouro de melhor atriz coadjuvante em série de televisão, American Horror Story e American Crime Story.
Depois de começar sua carreira nos palcos, ela estrelou numa série de televisão dos anos 90, American Gothic e Jack & Jill. Paulson apareceu em filmes de comédia como What Women Want e Down with Love e teve papéis dramáticos em filmes como Path to War e The Notorious Bettie Page. Em 2006 Paulson desempenhou o papel de Harriet Hayes na série de comédia Studio 60 on the Sunset Strip, pela qual recebeu sua primeira indicação ao Globo de Ouro.
Mais tarde estrelou o drama independente Martha Marcy May Marlene e recebeu nomeações ao Primetime Emmy Awards e ao Globo de Ouro por sua atuação como Nicolle Wallace na série Game Change. Paulson estrelou como Mary Epps no filme de drama histórico 12 Years a Slave (2013) e como Abby Gerhard no filme de drama Carol (2015). Ambos os filmes receberam aclamação da crítica especializada e foram indicados para múltiplos Óscars.
Em 2011 Paulson apareceu como coadjuvante na antologia American Horror Story, interpretando personagens diferentes em cada uma das sete temporadas do show. Por seu trabalho durante toda a série, ela foi nomeada para quatro Prêmios Primetime Emmy e ganhou dois Prêmios Critics' Choice Television de melhor atriz coadjuvante em um filme/minissérie.
Em 2016, Paulson retratou a promotora da vida real, Marcia Clark, na primeira temporada da série antológica American Crime Story, subtitulada The People v. OJ Simpson. Por seu trabalho na série ela recebeu inúmeros prêmios, como os três principais da televisão mundial, sendo eles o Emmy, Globo de Ouro e SAG Award de melhor atriz em filme ou minissérie. De acordo com a revista Time, ela foi uma das 100 pessoas mais influentes do ano de 2017.

## Biografia
Paulson nasceu em 17 de dezembro de 1974, em Tampa, na Flórida. Filha de Catharine Gordon Dolcater e Douglas Lyle Paulson II. Paulson possui ascendência dinamarquesa e inglesa do lado paterno e francesa, galesa, alemã e escocesa do lado materno. Ela passou tempo em South Tampa até o divórcio de seus pais quando tinha cinco anos de idade.  Após a separação de seus pais, Paulson mudou-se com sua mãe e irmã para Maine, em seguida, para a cidade de Nova Iorque. Sua mãe trabalhava como garçonete, e Paulson morava no Queens e Gramercy Park, antes de se estabelecer em Park Slope, Brooklyn. Ao longo de sua vida, Paulson viveu um tempo na Flórida com seu pai, que era executivo de uma empresa de fabricação de portas.

## Carreira
Quando ingressou na American Academy of Dramatic Arts, Sarah mudou-se para Manhattan. Embora ela tenha feito sua estreia na Broadway em The Sisters Rosensweig e atuado no off-Broadway Talking Pictures, sua estreia na telinha só aconteceu em 1994, na série Lei & Ordem. Na primavera seguinte, conseguiu seu primeiro papel em um filme no longa Finalmente Amigos.
Mais conhecida por sua performance em American Gothic, drama sobrenatural da CBS, como o guia espiritual benevolente de seu irmão mais novo, ela era também personagem regular na série Jack & Jill, como Elisa Cronkite, bem como a personagem principal da série Leap of Faith, Faith Wardwell, e como Audrey no filme Metropolis. Ela também fez parte do elenco de Shaughnessy, O Longo Caminho para Casa (como Leanne Bossert) e Path to War, como Luci Baines Johnson. Fez notáveis aparições em O Toque de Um Anjo e em Cracker.
Sarah atuou em filmes com estrelas como Mel Gibson na comédia romântica Do Que as Mulheres Gostam, Diane Keaton no drama Simples Como Amar, Jamie Foxx em Held Up e David Hyde Pierce no romance Abaixo o Amor. Também teve dois papéis principais na comédia Bug e no drama, 'Levitation, onde ela interpreta uma adolescente grávida que procura por sua mãe biológica, com a ajuda de um anjo da guarda.
Ingressou em American Horror Story em 2011, na primeira temporada da série, que foi um sucesso. Voltou em 2012 com a segunda temporada, recebendo várias criticas positivas. Em 2013, Sarah esteve em cartaz com Talley's Folly, em Nova Iorque, interpretando Sally Talley ao lado de Danny Burstein.

### 1994–2007: Começo

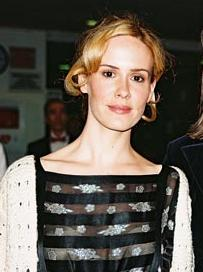
Paulson no Drama Desk Award de 2006

Paulson começou a trabalhar como atriz logo depois do ensino médio. Ela apareceu em um episódio de Law & Order em 1994. No ano seguinte, Paulson apareceu no filme de televisão Hallmark Friends at Last (1995), ao lado de Kathleen Turner, interpretando a versão adulta de Turner.  Ela também estrelou o curta de televisão American Gothic (também em 1995), interpretando o fantasma de uma mulher assassinada.
Em 1997, Paulson fez sua estreia no cinema no thriller independente Levitation, interpretando uma mulher que descobre que está grávida depois de um encontro sexual anônimo. Ela também apareceu em uma produção chamada Killer Joe. Ela posteriormente com Elisa ao lado de Juliette Lewis e Diane Keaton no drama The Other Sister. Paulson teve um pequeno papel recorrente na série da HBO, Deadwood (2005–06), e foi um personagem recorrente em um episódio da série de FX Nip/Tuck. Ela estrelou como o personagem principal na série da NBC Leap of Faith. Ela foi então escalada para a comédia de época Down with Love (2003) em um papel central, retratando a amiga e editora de uma escritora (interpretado por Renée Zellweger). Paulson co-estrelou Studio 60, com Harriet Hayes. Este papel lhe rendeu uma indicação para o Globo de Ouro de melhor atriz coadjuvante - série, minissérie ou filme televisivo.

### 2008–2015: Reconhecimento internacional após American Horror Story

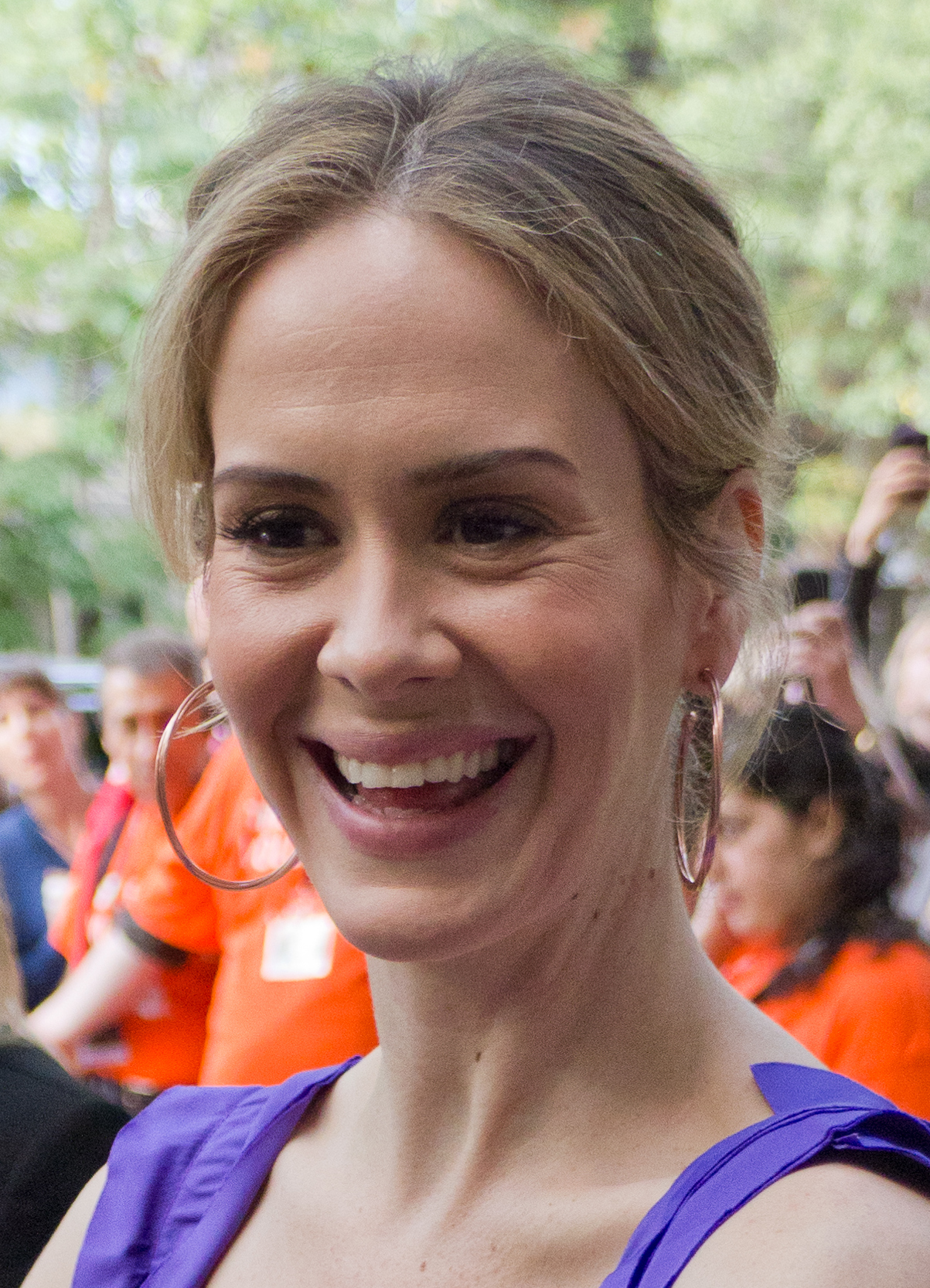
Paulson em Toronto no ano de 2011

Em 2008, a ABC lançou Paulson no piloto Cupid. Foi um remake da série de 1998, estrelado por Jeremy Piven e Paula Marshall. Em fevereiro de 2010 apareceu na famosa série Grey's Anatomy, aparecendo em uma sequência de flashback em uma temporada de seis episódios. Ela então interpretou Nicolle Wallace no filme da HBO, Game Change (2012), baseado em eventos da campanha presidencial dos EUA em 2008. Por seu desempenho, ela ganhou indicações ao Primetime Emmy e ao Globo de Ouro.
Paulson participou de três episódios da série de antologia DE FX American Horror Story, interpretando a médium Billie Dean Howard. Paulson retornou no ano seguinte para a segunda temporada, American Horror Story: Asylum, ela interpretou um novo personagem, Lana Winters, uma escritora. Seu papel na segunda temporada da antologia lhe rendeu aclamação crítica, e foi indicada ao Emmy do Primetime e aos Prêmios Critics' Choice Television. Durante este tempo, ela também desempenhou o papel de apoio de Mary Lee no aclamado filme dramático de 2012 Mud, estrelado por Matthew McConaughey.
Ela então estrelou a terceira temporada de American Horror Story, intitulada Coven (2013) como Cordelia Foxx, uma bruxa que dirige uma academia para outras jovens bruxas pelo qual recebeu sua terceira indicação ao Emmy do Primetime. No mesmo ano, ela estrelou como Mary Epps, uma proprietária de escravos abusivo, no drama histórico 12 Years a Slave. O filme foi um sucesso crítico, ganhando vários elogios.
Em 2014, Paulson apareceu na quarta temporada da série American Horror Story, intitulada Freak Show, interpretando os papéis das irmãs gêmeas Bette e Dot Tattler, que são membros de um espetáculo de circo, recebendo seu quarta indicação ao Emmy do Primetime. Ela voltou para a quinta temporada, Hotel, no papel de Hypodermic Sally, o fantasma de uma viciada em drogas preso em um hotel de Hollywood, pelo qual recebeu sua quinta indicação ao Emmy do Primetime. Ela também reprisou o personagem de Billie Dean Howard no último episódio da temporada, fazendo uma aparição de crossover. Durante este tempo, Paulson também assumiu o papel de Abby Gerhard em Carol de Todd Haynes ao lado de Cate Blanchett e Rooney Mara.

### 2016–presente: Aclamação, crítica e prêmios

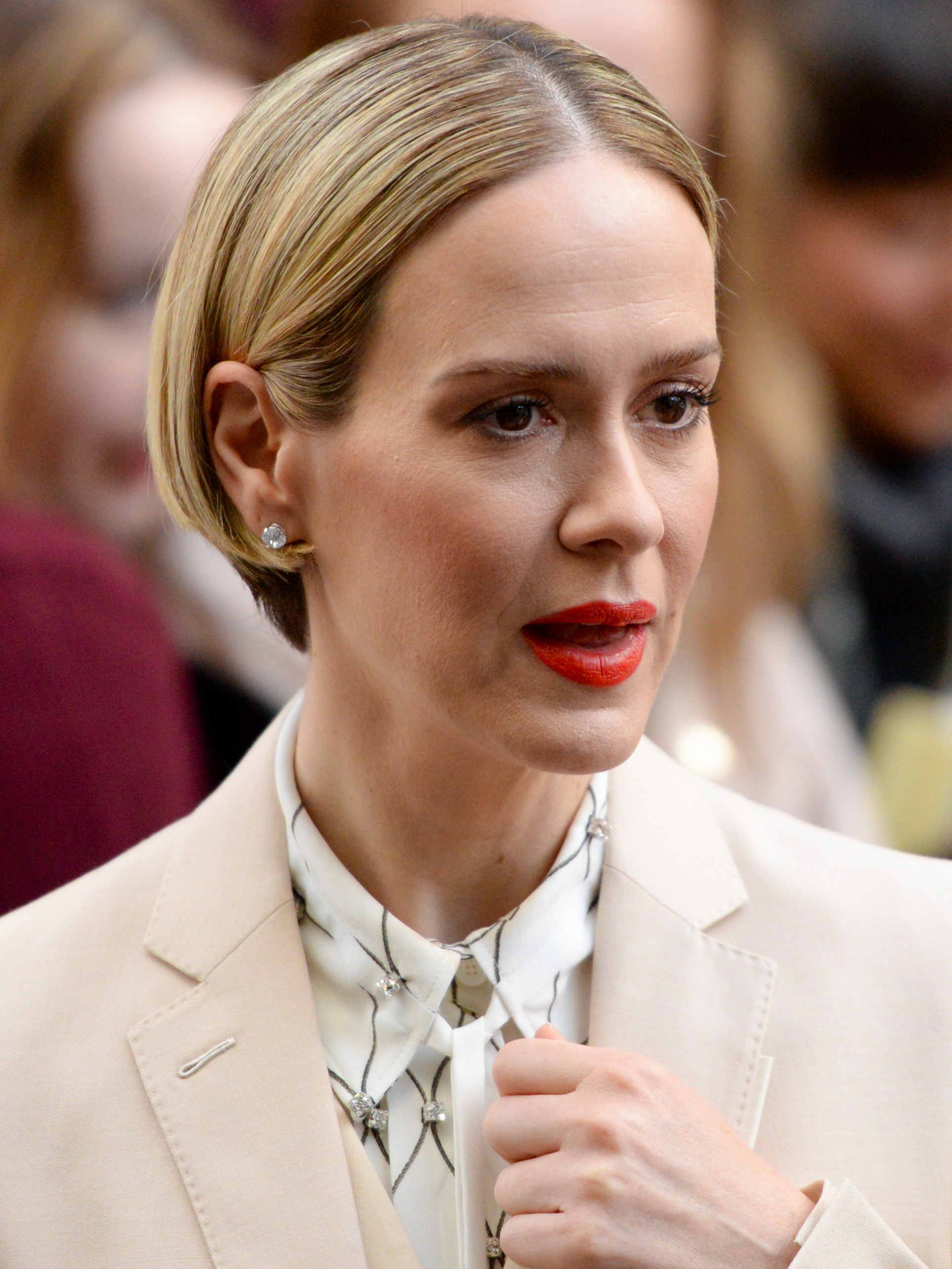
A atriz em 2019

A partir de fevereiro de 2016, Paulson estrelou a primeira temporada da antologias The People v. O. J. Simpson: American Crime Story, retratando a promotora Marcia Clark. Ela recebeu muitos elogios por seu desempenho e ganhou vários prêmios, incluindo o Prêmio TCA por Realização Individual em Drama, um Primetime Emmy de melhor atriz em série limitada ou filme, SAG Awards de melhor atriz em minissérie ou telefilme e um Globo de Ouro de melhor atriz - minissérie ou filme de televisão e diversos prêmios críticos. No outono de 2016, ela estrelou sexta temporada de American Horror Story, com o subtítulo Roanoke. Nele, ela foi escalada para os dois papéis, interpretou a atriz britânica Audrey Tindall, e também reprisou seu papel de Lana Winters no último episódio de Roanoke.
Depois de Roanoke , Paulson apareceu na sétima temporada da série, Cult, na qual ela interpretou a dona do restaurante Ally Mayfair-Richards, que lhe rendeu sua sétima indicação ao Primetime Emmy. Ela apareceu como Geraldine Page em um episódio da primeira temporada da antologia Feud (2017), que narra a turbulenta relação de trabalho entre as atrizes Bette Davis e Joan Crawford. Paulson foi posteriormente escalada como parte do conjunto feminino no filme de assalto Ocean's 8 (2018), co-estrelado por Cate Blanchett, Sandra Bullock, Anne Hathaway, Mindy Kaling, Awkwafina e Rihanna. O filme foi um sucesso comercial, arrecadando quase 300 milhões de dólares nas bilheterias mundiais.
Paulson voltou para a oitava temporada de American Horror Story, intitulada Apocalypse, que estreou em 12 de setembro de 2018. Em Apocalypse, Paulson repetiu ambas as personagens de Murder House e Coven como Billie Dean Howard e Cordelia Foxx, respectivamente, e também estrelou como o sádico Miss Wilhemina Venable. Além de aparecer como três personagens, Paulson também dirigiu um dos episódios da temporada, marcando sua estreia na direção. Paulson estrelou como Jessica ao lado de Sandra Bullock no drama de terror Bird Box, que foi lançado no Netflix e seu desempenho foi muito elogiado. Em 2017 foi anunciado que Sarah iria estrelar e produzir uma nova série da Netflix, Ratched, sobre a personagem de mesmo nome baseada no romance de Ken Kesey de 1962, Um Estranho no Ninho. A primeira temporada da série foi lançada em 18 de setembro de 2020.

## Prêmios e indicações

#### Emmy Awards
| Ano  | Categoria                                           | Indicação                                         | Notas    |
| ---- | --------------------------------------------------- | ------------------------------------------------- | -------- |
| 2012 | Melhor Atriz Coadjuvante em Minissérie ou Telefilme | Game Change                                       | Indicado |
| 2013 | Melhor Atriz Coadjuvante em Minissérie ou Telefilme | American Horror Story: Asylum                     | Indicado |
| 2014 | Melhor Atriz em Minissérie ou Telefilme             | American Horror Story: Coven                      | Indicado |
| 2015 | Melhor Atriz Coadjuvante em Minissérie ou Telefilme | American Horror Story: Freak Show                 | Indicado |
| 2016 | Melhor Atriz em Minissérie ou Telefilme             | The People v. O. J. Simpson: American Crime Story | Venceu   |
| 2016 | Melhor Atriz Coadjuvante em Minissérie ou Telefilme | American Horror Story: Hotel                      | Indicado |
| 2018 | Melhor Atriz em Minissérie ou Telefilme             | American Horror Story: Cult                       | Indicada |
| 2022 | Melhor Atriz em Minissérie ou Telefilme             | Impeachment: American Crime Story                 | Indicado |
| 2024 | Melhor Atriz Convidada em Série Dramática           | Mr. & Mrs. Smith                                  | Pendente |

#### Tony Awards
| Ano  | Categoria                    | Indicação   | Notas  |
| ---- | ---------------------------- | ----------- | ------ |
| 2024 | Melhor Atriz em Peça Teatral | Appropriate | Venceu |

#### Globo de Ouro
| Ano  | Categoria                                         | Indicação                                         | Resultado | Notas  |
| ---- | ------------------------------------------------- | ------------------------------------------------- | --------- | ------ |
| 2007 | Melhor Atriz Coadjuvante em Televisão             | Studio 60 on the Sunset Strip                     | Indicado  |        |
| 2013 | Melhor Atriz Coadjuvante em Televisão             | Game Change                                       | Indicado  |        |
| 2017 | Melhor Atriz em Minissérie ou Telefilme           | The People v. O. J. Simpson: American Crime Story | Venceu    |        |
| 2021 | Melhor Atriz em Série Dramática                   | Ratched                                           | Indicado  | [ 62 ] |
| 2021 | Melhor Série Dramática (como produtora executiva) | Ratched                                           | Indicado  |        |

#### SAG Awards
| Ano  | Categoria                               | Filme                                             | Notas    |
| ---- | --------------------------------------- | ------------------------------------------------- | -------- |
| 2014 | Melhor elenco em cinema                 | Twelve Years a Slave                              | Indicado |
| 2017 | Melhor atriz em minissérie ou telefilme | The People v. O. J. Simpson: American Crime Story | Venceu   |

#### Prêmios Satellite
| Ano  | Categoria                               | Indicação                                         | Notas    |
| ---- | --------------------------------------- | ------------------------------------------------- | -------- |
| 2007 | Melhor atriz em série dramática         | Studio 60 on the Sunset Strip                     | Indicado |
| 2013 | Melhor atriz coadjuvante em televisão   | Game Change                                       | Indicado |
| 2015 | Melhor atriz coadjuvante em televisão   | American Horror Story: Freak Show                 | Venceu   |
| 2017 | Melhor atriz em minissérie ou telefilme | The People v. O. J. Simpson: American Crime Story | Venceu   |

#### Prêmios Critics' Choice Television
| Ano  | Categoria                                           | Indicação                                         | Notas    |
| ---- | --------------------------------------------------- | ------------------------------------------------- | -------- |
| 2012 | Melhor atriz coadjuvante em minissérie ou telefilme | Game Change                                       | Indicado |
| 2013 | Melhor atriz coadjuvante em minissérie ou telefilme | American Horror Story: Asylum                     | Venceu   |
| 2014 | Melhor atriz coadjuvante em minissérie ou telefilme | American Horror Story: Freak Show                 | Venceu   |
| 2016 | Melhor atriz em minissérie ou telefilme             | The People v. O. J. Simpson: American Crime Story | Venceu   |

## Vida pessoal
Sarah nasceu em Tampa, na Flórida, e foi criada no Brooklyn e em Maine. Passou um tempo em Mains, antes de se mudar para Nova Iorque, aos cinco anos de idade. Ela morou no Queens e em Gramercy Park antes de se estabelecer em Park Slope, Brooklyn, por muitos anos. Paulson participou da Manhattan 's High School of Performing Arts.
Em sua vida amorosa, Sarah Paulson teve três relacionamentos sérios e divulgados publicamente. Paulson namorou e ficou noiva do ator, dramaturgo e roteirista Tracy Letts, entretanto não se sabe ao certo o período do relacionamento de ambos. No final de 2004 iniciou um relacionamento com a também atriz Cherry Jones. Em 2007, as duas declararam o amor uma pela outra em uma entrevista no Velvetpark durante o 10º Evento Feminino para o Centro GLBT de Nova Iorque. Elas terminaram em 2009. Em janeiro de 2015, Paulson iniciou seu relacionamento com a atriz e dramaturga Holland Taylor, com quem permanece até os dias atuais. Sarah assumiu seu relacionamento publicamente com Holland em 2016.  Paulson já revelou que a primeira vez que encontrou Taylor pessoalmente, em 2005, a achou: "a mulher mais linda que eu já vi".
Em junho de 2018, Sarah revelou que decidiu congelar os óvulos. A atriz tem receio de um dia se arrepender de não ter filhos.